# Nativity in Black
Nativity in Black – dwa tribute albumy Black Sabbath wydane w 1994 i 2000 roku. Zostały nagrane przez różne zespoły metalowe w hołdzie dla Black Sabbath. Tytuł albumów wziął się od nazwy utworu Black Sabbath, "N.I.B.". Istnieje również trzecie, nieoficjalne wydawnictwo stworzone przez fanów.

## Nativity in Black: A Tribute to Black Sabbath (1994)
1. "After Forever" – Biohazard – 5:46
  - Pierwotnie wydany na Master of Reality.
2. "Children of the Grave" – White Zombie – 5:50
  - Pierwotnie wydany na Master of Reality.
3. "Paranoid" – Megadeth – 2:32
  - Pierwotnie wydany na Paranoid.
4. "Supernaut" – 1000 Homo DJs – 6:39
  - Pierwotnie wydany na Black Sabbath, Vol. 4.
5. "Iron Man" – Ozzy Osbourne feat. Therapy? – 5:26
  - Pierwotnie wydany na Paranoid.
6. "Lord of This World" – Corrosion of Conformity – 6:25
  - Pierwotnie wydany na Master of Reality.
7. "Symptom of the Universe" – Sepultura – 4:15
  - Pierwotnie wydany na Sabotage.
8. "The Wizard" – Bullring Brummies – 5:01
  - Pierwotnie wydany na Black Sabbath.
9. "Sabbath Bloody Sabbath" – Bruce Dickinson feat. Godspeed – 5:36
  - Pierwotnie wydany na Sabbath Bloody Sabbath.
10. "N.I.B." – Ugly Kid Joe – 5:28
  - Pierwotnie wydany na Black Sabbath.
11. "War Pigs" (na żywo) – Faith No More – 7:02
  - Pierwotnie wydany na Paranoid.
12. "Black Sabbath" – Type O Negative – 7:45
  - Pierwotnie wydany na Black Sabbath.
13. "Solitude" – Cathedral – 4:52
  - Pierwotnie wydany na Master of Reality; dodatkowy utwór wydania europejskiego.

## Nativity in Black II: A Tribute to Black Sabbath (2000)
1. "Sweet Leaf" – Godsmack – 4:54
  - Pierwotnie wydany na Master of Reality.
2. "Hole in the Sky" – Machine Head – 3:32
  - Pierwotnie wydany na Sabotage.
3. "Behind the Wall of Sleep" – Static-X – 3:31
  - Pierwotnie wydany na Black Sabbath.
4. "Never Say Die!" – Megadeth – 3:46
  - Pierwotnie wydany na Never Say Die!.
5. "Snowblind" – System of a Down – 4:40
  - Pierwotnie wydany na Black Sabbath, Vol. 4.
6. "Electric Funeral" – Pantera – 5:53
  - Pierwotnie wydany na Paranoid.
7. "N.I.B." – Primus feat. Ozzy – 5:57
  - Pierwotnie wydany na Black Sabbath.
8. "Hand of Doom" – Slayer – 5:15
  - Pierwotnie wydany na Paranoid.
9. "Under the Sun" – Soulfly – 5:45
  - Pierwotnie wydany na Black Sabbath, Vol. 4.
10. "Sabbra Cadabra" – Hed PE – 3:12
  - Pierwotnie wydany na Sabbath Bloody Sabbath.
11. "Into the Void" – Monster Magnet – 8:03
  - Pierwotnie wydany na Master of Reality.
12. "Iron Man (This Means War)" – Busta Rhymes feat. Ozzy – 4:38
  - Pierwotnie wydany na Paranoid.